# Bully, Loire
Bully este o comună în departamentul Loire din sud-estul Franței. În 2009 avea o populație de 385 de locuitori.

## Evoluția populației
| An        | 1975 | 1982 | 1990 | 1999 | 2006 | 2009 |
| --------- | ---- | ---- | ---- | ---- | ---- | ---- |
| Populație | 270  | 252  | 269  | 298  | 372  | 385  |